# CubicExplorer
CubicExplorer es un administrador de archivos de fuente abierta dirigido a substituir al Explorador de Microsoft Windows. Su objetivo es ser fácil y agradable de usar y junto con características poderosas. Tiene una interfaz a base de pestañas con búsqueda integrada y vista rápida de muchos tipos de archivo, del mismo modo soporta sesiones, navegación breadcrumb y temas, además contiene un editor de textos simple con resaltado de sintaxis, pestañas cerradas recientemente, pilas (similar a portapapeles) para manejar archivos de uso frecuente, filtros y en su última versión actualización vía internet desde el servidor de desarrollo.
El proyecto está detenido desde 2012 sin ninguna explicación por parte del programador y su sitio web oficial ya se encuentra en uso por parte de otra empresa, sin embargo es posible consultar como era gracias a Archive.org e igualmente por este medio se puede descargar el último instalador creado.